# Amenințări nucleare în Invazia Rusiei în Ucraina
În timpul invaziei ruseștiadin  Ucraia, mai mulți politicieni ruși de rang înalt, inclusiv președintele Vladimir Putin, fostul președinte și prim-ministru Dmitri Medvedev și ministrul de externe Serghei Lavrov, au făcut o serie de declarații considerate pe scară largă drept șantaj nuclear. Posibilitatea ca Rusia să utilizeze arme nucleare tactice și riscul unei escaladări nucleare mai ample au fost discutate pe larg de comentatori și în mass-media. Până în 2024, multe dintre „liniile roșii” ale guvernului rus au fost depășite fără ca arme nucleare să fie utilizate ca răspuns. Pe lângă amenințările cu arme nucleare, ocuparea de către Rusia a centralei nucleare Zaporije a dus la o criză privind siguranța centralei și riscul unui dezastru nuclear.

## Ocuparea Cernobîlului de către forțele ruse
Zona de excludere de la Cernobîl a fost locul luptelor dintre forțele ruse și ucrainene în timpul bătăliei de la Cernobîl, ca parte a invaziei rusești în Ucraina. La 24 februarie 2022, forțele rusești au capturat centrala. Activitatea rezultată ar fi dus la o creștere de 20 de ori a nivelurilor de radiații detectate în zonă din cauza perturbării solului contaminat. La 9 martie 2022, a avut loc o întrerupere a alimentării cu energie electrică la centrala însăși. La data de 9 martie 2022 nu au fost raportate scurgeri de radiații. Cu toate acestea, autoritățile ucrainene au raportat că exista riscul unei scurgeri de radiații din cauza incapacității lichidului de răcire a combustibilului uzat de a circula corespunzător.
La 30 martie 2022, forțele ruse au predat oficial controlul uzinei înapoi angajaților săi, iar majoritatea forțelor de ocupație s-au retras. Personalul Gărzii Naționale Ucrainene a fost mutat în Belarus ca prizonieri de război. La 2 aprilie 2022, presa ucraineană a raportat că drapelul Ucrainei a fost ridicat la centrală.
Potrivit operatorului de la Cernobîl Energoatom⁠(d), trupele ruse au săpat tranșee în cea mai contaminată parte a zonei de excludere de la Cernobîl, primind „doze semnificative” de radiații. BBC News a menționat rapoarte neconfirmate potrivit cărora unii au fost tratați în Belarus. Echipamentele centralei nucleare de la Cernobîl și materialele radioactive au fost jefuite de forțele ruse.

## Șantajul nuclear rusesc

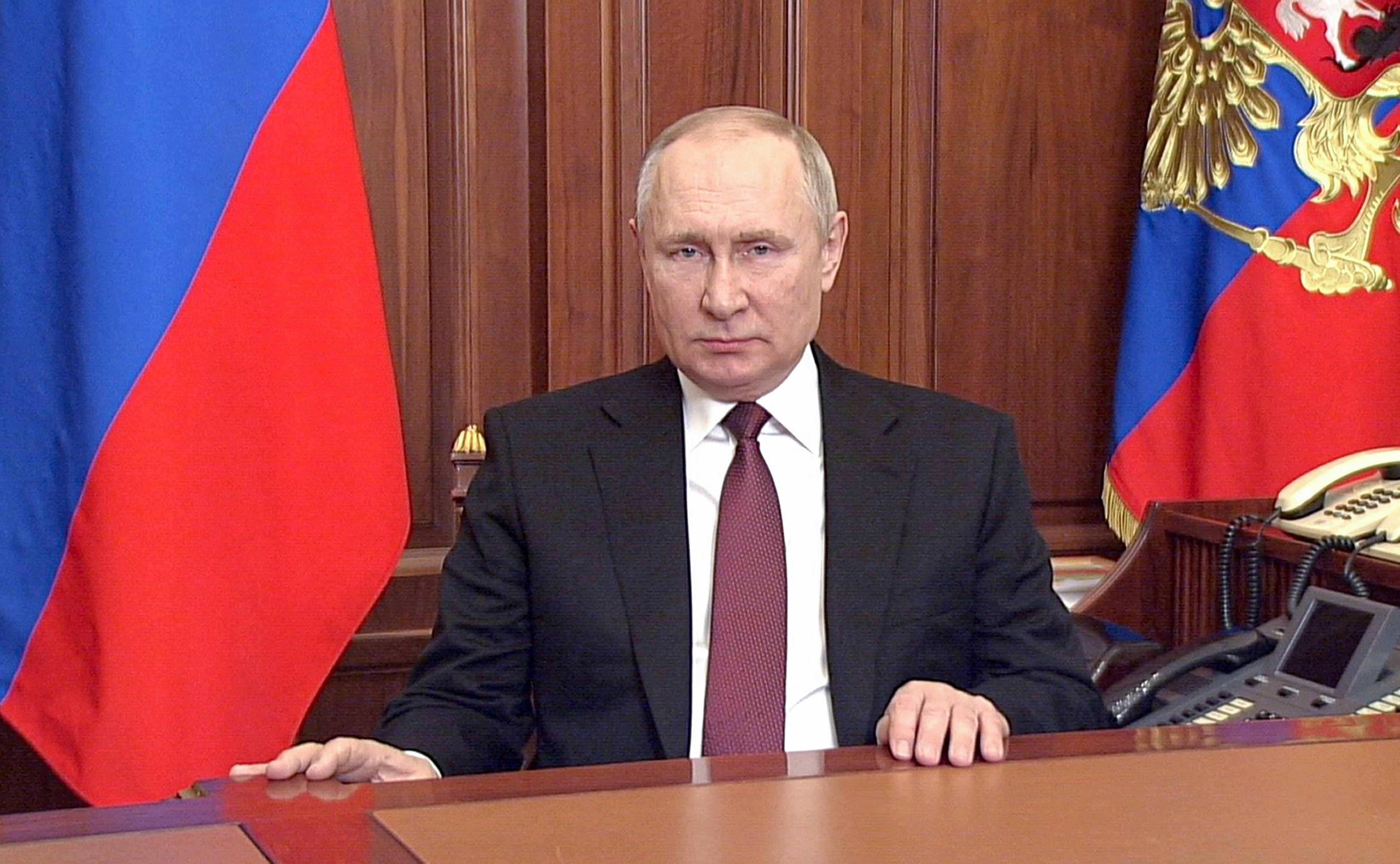
Președintele rus Vladimir Putin anunță invazia pe 24 februarie 2022

### 2022
Târziu în seara zilei de duminică, 27 februarie 2022, la trei zile după lansarea invaziei ruse, președintele Putin a ordonat forțelor nucleare ale Rusiei să intre într-un „mod special de luptă”, o stare de alertă ridicată.
La 20 aprilie 2022, Rusia a efectuat primul său test de lansare a RS-28 Sarmat, o nouă rachetă balistică intercontinentală (ICBM) cu rază lungă de acțiune. Putin a declarat că noua rachetă ar putea înfrânge orice apărare antirachetă și că ar trebui să determine țările care amenință Rusia „să se gândească de două ori”. Departamentul Apărării al Statelor Unite a confirmat că Rusia a notificat în mod corespunzător Statele Unite cu privire la lansare în avans, în conformitate cu Noul START, și că Statele Unite au considerat lansarea ca fiind un test de rutină și nu o amenințare.
La 24 aprilie, ca răspuns aparent la întâlnirea secretarului de stat american Antony Blinken cu Zelenski la Kiev, la 23 aprilie, ministrul rus de externe Serghei Lavrov a declarat că continuarea sprijinului acordat Ucrainei ar putea provoca tensiuni care ar putea duce la un scenariu de Al Treilea Război Mondial implicând întregul arsenal de arme al Rusiei. La o zi după comentariile lui Lavrov, CNBC a raportat că secretarul de stat american Lloyd Austin s-a referit la retorica Rusiei privind războiul nuclear ca fiind „periculoasă și nefolositoare”.
Ca răspuns aparent la desfășurarea de către Germania de tancuri înarmate în Ucraina, Putin a anunțat în principala adunare legislativă a Rusiei că Rusia va răspunde la orice provocare militară combativă din afara Ucrainei printr-o acțiune promptă și imperativă, posibilă numai cu ajutorul arsenalului unic de arme nucleare al Rusiei. Secretarul de presă al Pentagonului, John Kirby, a calificat afirmația lui Putin privind puterea nucleară drept contrară procesului de soluționare pașnică a conflictului actual din Ucraina.
La 29 mai, după ce a respins acuzațiile aduse Rusiei cu privire la atrocitățile din Bucea, ambasadorul rus în Regatul Unit, Andrei Kelin⁠(d), a declarat într-un interviu acordat BBC că nu crede că Rusia va folosi arme nucleare tactice în Ucraina până când suveranitatea rusă nu va fi pusă în pericol.

### Potențială lovitură tactică rusească
După o serie de operațiuni contraofensive ucrainene de succes, o serie de unități rusești erau în pericol de a fi încercuite și distruse. Serviciile secrete americane au început să primească informații potrivit cărora Rusia a început să se gândească la un potențial atac nuclear tactic asupra Ucrainei.
La 21 septembrie, în timp ce anunța o mobilizare parțială a recruților, Putin a declarat că Rusia „va folosi toate mijloacele de care dispune” - interpretată pe scară largă ca o amenințare cu utilizarea armelor nucleare - pentru a apăra teritoriul țării. El a avertizat că amenințarea sa „nu este o cacealma”, a acuzat NATO de „șantaj nuclear” și de amenințarea cu utilizarea armelor nucleare împotriva Rusiei și a declarat că armele nucleare ale Rusiei sunt mai avansate decât cele ale NATO. Ministrul rus de externe Serghei Lavrov nu a exclus utilizarea armelor nucleare pentru apărarea teritoriile ucrainene anexate. Câteva zile mai târziu, fostul președinte rus și aliat al lui Putin, Dmitri Medvedev, a amenințat mai explicit cu un atac nuclear împotriva Ucrainei.
La 1 octombrie, Ramzan Kadîrov, șeful Republicii Cecene, a îndemnat Rusia să folosească arme nucleare cu randament redus în Ucraina, ca răspuns la pierderea de către Rusia a orașului ucrainean Liman, de importanță strategică, acesta fiind primul oficial rus proeminent care a îndemnat direct la folosirea armelor nucleare. Ca răspuns la comentariile lui Kadîrov, secretarul de presă al Kremlinului, Dmitri Peskov, a declarat că folosirea armelor nucleare ar fi determinată de doctrina militară rusă și nu de emoții.
Mai târziu în octombrie, oficiali ruși, inclusiv ministrul rus al apărării, Serghei Șoigu, au început să acuze Ucraina că se pregătește să folosească o bombă radioactivă murdară pe teritoriul ucrainean, ceea ce a provocat îngrijorări în Occident cu privire la faptul că Rusia însăși ar putea plănui să folosească o bombă murdară și să dea vina pe Ucraina. Acuzațiile au fost comunicate în plus în apeluri telefonice către oficiali occidentali de către doi oficiali ruși de rang înalt. La 24 octombrie, John Kirby a declarat că nu există dovezi că Rusia pregătește un atac cu o bombă murdară. Un tweet al Ministerului rus al Apărării, care ar fi arătat dovezi ale unei bombe murdare ucrainene în producție, a fost dezmințit ca fiind o colecție de fotografii vechi și fără legătură. La cererea Ucrainei, Organizația Națiunilor Unite a trimis o anchetă a AIEA în Ucraina, care nu a găsit nicio dovadă a unei bombe murdare în curs de dezvoltare sau a oricărei alte activități nucleare nedeclarate. SUA s-au temut că aceste afirmații ale Rusiei ar putea fi o confirmare a faptului că se pregătește pentru un atac nuclear asupra Ucrainei, folosind ca pretext acuzațiile de bombă murdară sau un atac sub steag fals.
SUA, după cum a relatat CNN, s-a „pregătit «riguros» pentru o eventuală lovitură nucleară rusă în Ucraina”. De asemenea, a angajat diplomați americani, precum și a cerut altor țări, și anume Chinei și Indiei, să se implice diplomatic pentru a convinge Rusia să evite escaladarea nucleară.

### 2023
La 22 ianuarie 2023, Veaceslav Volodin, președintele Dumei, a scris pe Telegram că „Dacă Washingtonul și țările NATO furnizează arme care vor fi folosite pentru a lovi orașe civile și vor încerca să ne acapareze teritoriile, așa cum amenință, acest lucru va duce la măsuri de retorsiune folosind arme mai puternice” și „Argumentele potrivit cărora puterile nucleare nu au folosit anterior arme de distrugere în masă în conflicte locale sunt de neînțeles. Deoarece aceste state nu s-au confruntat cu o situație în care exista o amenințare la adresa securității cetățenilor lor și a integrității teritoriale a țării.” În aceeași lună, Rusia a acuzat în mod repetat Ucraina că își depozitează echipamentele militare în centralele nucleare aflate sub controlul său. AIEA are observatori permanenți în toate centralele ucrainene din 2022, iar la 24 ianuarie 2023, agenția a emis o declarație conform căreia nu a găsit echipamente militare în centrale.
La 21 februarie 2023, în timpul unui discurs prezidențial adresat Adunării Federale, Putin a anunțat că Rusia își va suspenda participarea la New START, ultimul tratat privind armele nucleare rămas între Rusia și Statele Unite. El a declarat: „[Rusia] nu se retrage din tratat, ci își suspendă participarea.” La 26 februarie 2023, la canalul de televiziune de stat Rossia-1, Putin a declarat că Rusia nu are de ales decât să „ia în considerare” capacitățile nucleare ale NATO și că Occidentul dorește să „lichideze” Rusia. Rusia a declarat că va continua să informeze SUA cu privire la lansările planificate de rachete balistice intercontinentale și lansate de pe submarine, în conformitate cu Acordul de notificare a lansării rachetelor balistice din 1988.
La 25 martie 2023, Putin a anunțat că intenționează să instaleze arme nucleare tactice rusești în Belarus. La 29 martie, Ministerul Apărării din Rusia a anunțat că va efectua un exercițiu cu rachete nucleare, care include testarea rachetelor RS-24 Yars cu încărcătură nucleară.
În martie 2023, jurnalistul rus Dmitri Muratov, laureat al Premiului Nobel pentru Pace în 2021, a avertizat că propaganda statului rus „îi pregătește pe oameni să creadă că războiul nuclear nu este un lucru rău. Pe canalele TV de aici, războiul nuclear și armele nucleare sunt promovate ca și cum ar face reclamă la hrana pentru animale de companie”.
În iunie 2023, politologul rus Serghei Karaganov a făcut apel la utilizarea armelor nucleare de către Rusia împotriva statelor membre NATO din Europa, afirmând că „va trebui să lovim o grămadă de ținte în mai multe țări pentru a-i aduce la rațiune pe cei care și-au pierdut mințile”.

## Reacțiile internaționale la amenințările cu utilizarea armelor nucleare

### 2022
La 14 aprilie 2022, The New York Times a relatat comentariile directorului CIA William Burns⁠(d), care a declarat că „disperarea potențială” l-ar putea determina pe președintele Putin să ordone utilizarea armelor nucleare tactice.
La 4 mai, Senatul SUA a organizat „Audierea privind pregătirea nucleară pe fondul războiului Rusia-Ucraina”, în cadrul căreia amiralul Charles A. Richard⁠(d) a declarat că actualele capacități de apărare ale triadei nucleare din SUA funcționează la un nivel minim acceptabil al capacității operaționale, stocurile rusești și chinezești fiind în prezent mai mari decât cele ale SUA.  La 6 mai, purtătorul de cuvânt al Ministerului rus de Externe, Alexei Zaitsev, a declarat că Rusia nu va folosi arme nucleare în Ucraina, descriind utilizarea acestora ca fiind „neaplicabilă «operațiunii militare speciale» rusești”.
Pe 23 mai, diplomatul rus Boris Bondarev⁠(d) a demisionat din funcția sa și a emis o critică a invaziei, evidențiind poziția lui Lavrov cu privire la potențiala utilizare a armelor nucleare rusești: „În 18 ani, el (Lavrov) a trecut de la un intelectual profesionist și educat ... la o persoană care difuzează în mod constant declarații contradictorii și amenință lumea cu arme nucleare!” Prim-ministrul Japoniei, Fumio Kishida, a declarat că Japonia va sprijini continuarea discuțiilor internaționale cu privire la Rusia și amenințările sale cu arme nucleare în timpul invaziei din Ucraina, în cadrul viitoarei reuniuni privind neproliferarea nucleară care va avea loc în august anul viitor. La 20 iunie, „Conferința privind impactul umanitar al armelor nucleare” s-a deschis la Viena pentru a discuta potențialele efecte catastrofale ale armelor nucleare, pe fondul temerilor tot mai mari privind posibila utilizare de către Rusia a armelor nucleare în timpul invaziei Ucrainei din 2022.
La 1 iulie, în timpul unei vizite a lui Lavrov în Belarus, președintele bielorus Alexandr Lukașenko și-a exprimat sprijinul pentru utilizarea de către Moscova a armelor nucleare împotriva amenințărilor largi ale hegemoniei occidentale asupra Rusiei și aliaților săi, demonstrate în timpul conflictului din Ucraina.
La 13 august, într-un interviu acordat BBC, Jim Hockenhull⁠(d), șeful demisionar al serviciilor de informații militare din Regatul Unit, a declarat că considera „puțin probabilă” posibilitatea ca Rusia să utilizeze iminent arme nucleare.
Într-un interviu din septembrie 2022, președintele american Joe Biden a fost întrebat ce consecințe ar avea utilizarea de către Rusia a armelor nucleare. Biden a răspuns: „Credeți că v-aș spune dacă aș ști exact care ar fi consecințele? Desigur, nu vă voi spune. Vor fi consecințe... Vor deveni un paria în lume mai mult decât au fost vreodată.” La 26 septembrie, consilierul pentru securitate națională Jake Sullivan⁠(d) a vorbit despre „consecințe catastrofale” în cazul în care Rusia ar utiliza arme nucleare, adăugând că „pe canale private, am explicat în detaliu (Rusiei) exact ce ar însemna acest lucru”. Secretarul de stat Antony Blinken s-a referit în mod similar la un răspuns „catastrofal” al SUA.
Secretarul general al NATO, Jens Stoltenberg, a declarat la 21 septembrie că NATO „nu se va angaja în același tip de retorică nucleară nesăbuită și periculoasă ca președintele Putin”. La 4 octombrie, ministrul britanic de externe, James Cleverly, a declarat că orice utilizare a armelor nucleare de către Rusia va avea consecințe. Ministrul de externe al Poloniei, Zbigniew Rau⁠(d), a declarat că un răspuns al NATO ar trebui să fie „devastator”, dar nenuclear. Rau a declarat, de asemenea, la 5 octombrie, că a cerut ca SUA să bazeze arme nucleare pe teritoriul polonez; este posibil ca acest lucru să fi fost parțial un răspuns la amenințarea nucleară recentă a Rusiei și parțial un răspuns la perspectiva ca Rusia să bazeze arme nucleare în Belarus.
În septembrie 2022, un atac ucrainean cu drone maritime asupra Bazei Navale Sevastopol din Crimeea a eșuat atunci când serviciul de internet prin satelit Starlink, utilizat pentru comunicațiile ucrainene, nu a funcționat în zona țintă. Elon Musk, CEO al Starlink, refuzase cererea Ucrainei de a activa acoperirea Starlink până în Crimeea. Elon Musk fusese avertizat de ambasadorul rus în SUA, Anatoly Antonov, că un atac asupra Crimeii ar fi întâmpinat cu un răspuns nuclear din partea Rusiei și se temea că un atac asupra Crimeii ar putea escalada conflictul până la cel de-Al Treilea Război Mondial. Anne Applebaum⁠(d) a scris în The Atlantic că influența lui Musk a fost jucată de dezinformarea rusă.
La 6 octombrie 2022, în timpul unui discurs susținut la o strângere de fonduri privată din New York City, Biden a declarat că, pentru „prima dată de la Criza rachetelor cubaneze, avem o amenințare directă cu utilizarea armei nucleare dacă, de fapt, lucrurile continuă pe calea pe care au mers... Gândiți-vă la asta: Nu ne-am mai confruntat cu perspectiva Armaghedonului de la Kennedy și criza rachetelor cubaneze. Avem un tip pe care îl cunosc destul de bine; numele lui este Vladimir Putin. Am petrecut destul de mult timp cu el. Nu glumește când vorbește despre potențiala utilizare a armelor tactice și nucleare, sau a armelor biologice sau chimice, deoarece armata sa este, s-ar putea spune, semnificativ neperformantă... Nu cred că există posibilitatea de a [utiliza] cu ușurință o armă nucleară tactică și de a nu ajunge la Armaghedon.”  Potrivit Associated Press, Biden vorbește uneori într-un mod lipsit de precauție, folosind doar notițe aproximative, la astfel de strângere de fonduri private; Secretarul de presă al Casei Albe, Karine Jean-Pierre⁠(d), a declarat ulterior că comentariile lui Biden nu s-au bazat pe informații sau date noi. Într-un interviu cu Jake Tapper⁠(d) de la CNN difuzat la 11 octombrie 2022, Biden a declarat că nu crede că Putin va recurge în cele din urmă la desfășurarea de arme nucleare în Ucraina, dar a criticat declarațiile lui Putin pe această temă ca fiind „iresponsabile”.
Într-un interviu acordat BBC la 11 octombrie 2022, directorul GCHQ⁠(d) Jeremy Fleming⁠(d), a declarat că agenția nu a văzut niciun indiciu că Rusia se pregătește pentru utilizarea unei arme nucleare tactice. Ulterior, într-o declarație publicată la 18 octombrie, generalul-maior Kyrylo Budanov, șeful Direcției Principale de Informații a Ministerului Apărării din Ucraina, a declarat că nu crede că Rusia ar utiliza arme nucleare în Ucraina.

### 2023
La 24 ianuarie 2023, Bulletin of the Atomic Scientists a ajustat Ceasul Apocalipsei la 90 de secunde până la miezul nopții, un avans de 10 secunde față de ora anterioară stabilită în 2020. Organizația a citat creșterea riscului de escaladare nucleară ca urmare a invaziei Rusiei în Ucraina ca factor major în această ajustare.
În timpul unei conferințe de presă la Casa Albă din 25 ianuarie 2023, John Kirby, coordonator pentru comunicații strategice în cadrul Consiliului Național de Securitate al Statelor Unite, a declarat că Statele Unite nu au „niciun indiciu că domnul Putin are intenția de a utiliza arme de distrugere în masă - ca să nu mai vorbim de arme nucleare, tactice sau de altă natură”. Kirby a mai spus că Statele Unite nu au văzut „absolut niciun indiciu că domnul Putin are intenția de a lovi teritoriul NATO”.

### 2024
La 26 februarie 2024, după ce s-a întâlnit cu mai mulți șefi de stat europeni la Paris pentru a discuta despre sprijinul pentru Ucraina, președintele francez Emmanuel Macron a refuzat să excludă posibilitatea desfășurării de personal militar occidental în Ucraina, afirmând că „totul este posibil” pentru a ajuta Ucraina să câștige războiul. La 29 februarie, în timpul discursului său prezidențial anual adresat Adunării Federale, Putin a avertizat că o intervenție occidentală mai directă în război ar duce la un conflict nuclear; el a declarat că „noi [Rusia] avem, de asemenea, arme care pot lovi ținte de pe teritoriul lor, iar ceea ce ei sugerează acum și cu ce sperie lumea, toate acestea ridică amenințarea reală a unui conflict nuclear care va însemna distrugerea civilizației noastre. Într-un interviu pentru El País, publicat la 1 martie, secretarul general adjunct al NATO, Mircea Geoană, a declarat că alianța „nu vede nicio amenințare iminentă ca Rusia să folosească arme [nucleare]”, dar a criticat declarațiile lui Putin ca fiind „foarte periculoase, deoarece erodează încrederea”; de asemenea, el a afirmat că „noi, la NATO, nu avem nicio intenție sau plan de a desfășura trupe în Ucraina”.

## Analiza șantajului nuclear

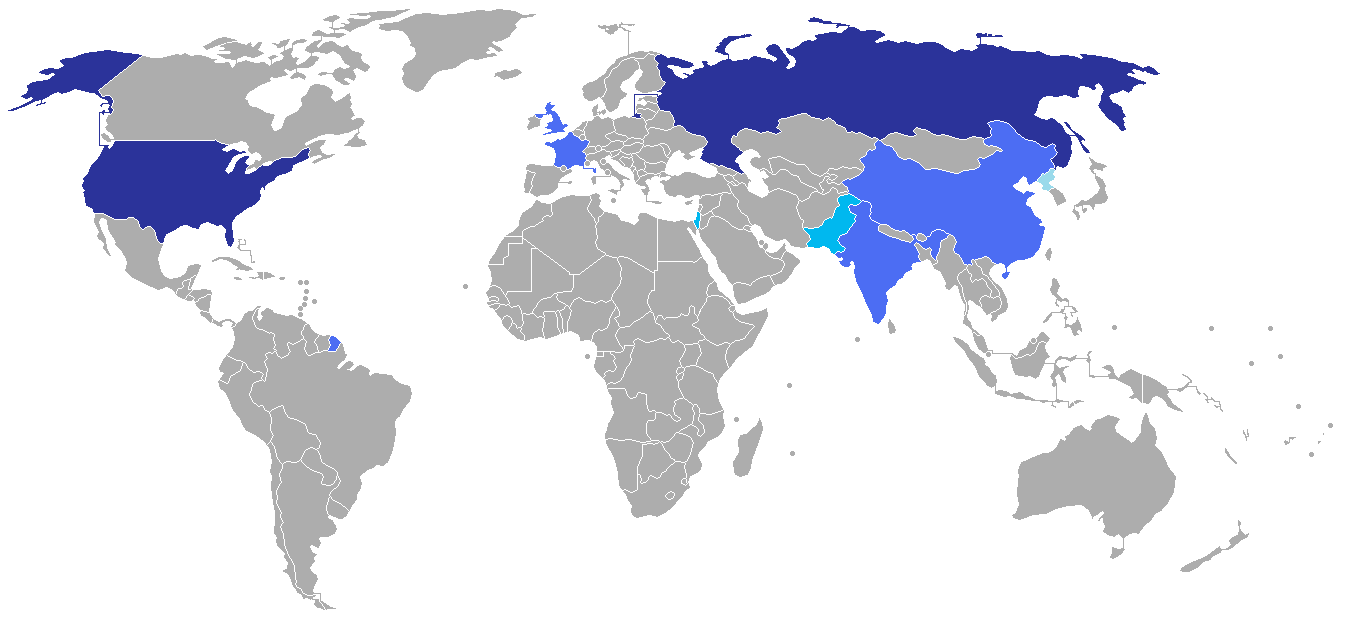
Stocuri mari de arme nucleare cu rază de acțiune globală (albastru închis)

În aprilie 2022, activistul politic american Daniel Ellsberg⁠(d) a comparat amenințările nucleare ale lui Vladimir Putin cu autoproclamata „strategie a nebunului” a lui Richard Nixon.
Eric Schlosser⁠(d), scriind pentru revista The Atlantic la 22 iunie 2022, a declarat că sabotajul nuclear al Rusiei în timpul invaziei părea să sugereze că cele mai probabile ținte ale unui atac nuclear ar fi „(1) o detonare deasupra Mării Negre, fără a provoca victime, dar demonstrând hotărârea de a trece pragul nuclear și semnalând că poate veni și mai rău, (2) un atac de decapitare împotriva conducerii ucrainene, încercând să omoare președintele Volodîmîr Zelenski și consilierii săi în buncărele lor subterane, (3) un atac nuclear asupra unui obiectiv militar ucrainean, probabil o bază aeriană sau un depozit de aprovizionare, care nu este destinat să afecteze civilii și (4) distrugerea unui oraș ucrainean, provocând victime civile în masă și creând teroare pentru a precipita o capitulare rapidă - aceleași obiective care au motivat atacurile nucleare asupra Hiroshimei și Nagasaki”. Expertul militar al CSIS Mark Cancian a sugerat posibilitatea de a detona la mare înălțime în atmosferă pentru a produce un impuls electromagnetic și a pune la pământ echipamentele electronice.
La 7 septembrie, The Washington Post a relatat că înaltul comandament militar rus a publicat o analiză în care se afirmă că armele nucleare tactice rămân o opțiune viabilă pentru a fi utilizate împotriva Ucrainei, citându-l pe comandantul în șef ucrainean Valeri Zalujnîi, care a declarat „Există o amenințare directă de utilizare, în anumite circumstanțe, a armelor nucleare tactice de către forțele armate ruse... De asemenea, este imposibil să excludem complet posibilitatea implicării directe a principalelor țări ale lumii într-un conflict nuclear „limitat”, în care perspectiva celui de-Al Treilea Război Mondial este deja vizibilă în mod direct.”
Hans M. Kristensen⁠(d), director al Proiectului de Informații Nucleare din cadrul Federației Oamenilor de Știință Americani, a declarat că „dacă începi să detonezi arme nucleare în zonă, este posibil să obții precipitații radioactive pe care nu le poți controla - ar putea ploua și peste propriile tale trupe, așa că s-ar putea să nu fie un avantaj să faci asta pe teren”. El a mai spus că „marea problemă este cu oamenii atât din interiorul sistemului rus, dar și din public în general, dacă se gândesc la armele nucleare tactice ca la ceva mic; ceva mai puțin sever sau ceva aproape ok.” La 1 octombrie 2022, Institutul pentru Studiul Războiului a susținut că soldații ruși sunt „aproape sigur incapabili să opereze pe un câmp de luptă nuclear”, din cauza dezorganizării lor, și că această incapacitate de a avansa într-un mediu nuclear reduce probabilitatea utilizării armelor nucleare tactice rusești în primul rând.
Într-o analiză din 2 octombrie 2022, The Jerusalem Post a declarat: „Majoritatea experților nu cred că președintele rus Vladimir Putin va folosi efectiv arme nucleare în Ucraina la sfârșitul zilei, dar numărul celor care cred că o va face sau ar putea-o face este în creștere”. Diferiți analiști au emis ipoteze diferite privind reacțiile inițiale ale Occidentului, în funcție, în parte, de natura atacului nuclear inițial al Rusiei asupra Ucrainei. Răspunsurile inițiale ipotetice au inclus: sancțiuni sporite, un atac convențional asupra forțelor ruse din Ucraina, un atac nuclear asupra forțelor ruse din Ucraina sau un atac nuclear asupra Belarusului. Analiza lor a adăugat că, chiar dacă Rusia ar folosi o armă nucleară, „probabilitatea ca acest lucru să ducă la un război nuclear total este încă nulă”. Mark Cancian a sugerat creșterea livrărilor de arme, inclusiv arme restricționate anterior, cum ar fi avioane NATO, baterii antirachetă avansate și rachete cu rază lungă de acțiune ATACMS⁠(d).
În ianuarie 2023, Graham Allison⁠(d), scriind pentru Time, a prezentat un rezumat în șapte puncte al intenției ipotetice a lui Putin de a desfășura arme nucleare tactice în Ucraina. Allison a afirmat că: (1) Există o bază „rațională” pentru Putin de a aplica arme nucleare limitate pe baza precedentului istoric mai vechi stabilit de Truman în cel de-Al Doilea Război Mondial împotriva Japoniei; (2) Putin a evaluat riscurile de represalii americane pentru utilizarea armelor nucleare tactice și răspunsul Americii că ar provoca „consecințe catastrofale” pentru Rusia, la fel ca în perioada de vârf a Războiului Rece; (3) Potențiala pierdere a aparenței lui Putin în fața poporului rus în cazul în care Zelenski reușește să respingă noi câștiguri ocupaționale rusești ar putea constitui un stimulent pentru Putin să își extindă teatrul de război pentru a include arme nucleare tactice împotriva Ucrainei; (4) Putin consideră că este justificat din punct de vedere politic să aplice prima utilizare a armelor nucleare tactice pe baza doctrinei militare rusești permanente numită „escaladare pentru a detensiona”, pentru a determina forțele adverse să se retragă; (5) Putin este conștient de afirmația lui Biden că forțele americane forțele SUA „nu vor lupta în Al Treilea Război Mondial pentru Ucraina”, chiar dacă Biden este conștient de angajamentele anterioare ale Americii față de strategia militară a distrugerii reciproc asigurate; (6) doctrina lui Reagan conform căreia un „război nuclear nu poate fi câștigat și nu trebuie să fie purtat niciodată” face parte, de asemenea, din moștenirea politică a Americii, ceea ce pare relevant pentru perspectiva lui Biden de care Putin este conștient; și (7) Putin este, de asemenea, conștient de doctrina Războiului Rece dezvoltată în generațiile anterioare, conform căreia adversarii sovietici ar fi întâmpinați cu un „efort hotărât” de către forțele militare ale SUA în caz de beligeranță militară sovietică în timpul desfășurării operațiunilor militare.

## Criza centralei nucleare Zaporijjea
Format:ExcerptÎn timpul invaziei rusești din Ucraina, centrala nucleară Zaporijjea a devenit centrul unei crize de securitate nucleară în curs de desfășurare, descrisă de Ucraina ca un act de terorism nuclear de către Rusia.
Centrala, care este cea mai mare de acest tip din Europa, a suferit distrugeri ale infrastructurii sale prin bombardamente, deteriorări ale linii electrice, ajungând la ceea ce autoritățile ucrainene numesc cea mai mare situație de acest tip din istorie. Un potențial dezastru ar putea depăși amploarea dezastrelor anterioare de la centralele nucleare.
Potrivit unui raport al Agenției Internaționale pentru Energie Atomică (AIEA), „situația din Ucraina este fără precedent. Este pentru prima dată când un conflict militar are loc în mijlocul instalațiilor unui program mare și bine stabilit de energie nucleară”. Expertul în siguranță nucleară Attila Aszódi a declarat că un eveniment similar ca tip și amploare cu dezastrul de la Cernobîl nu este posibil din punct de vedere tehnic și fizic în centrala Zaporijjea, solicitând totodată măsuri urgente pentru a asigura siguranța centralei. Fundația Bellona a numit criza „ceva ce comunitatea mondială a energiei nucleare nu a crezut niciodată că va vedea - și, astfel, nu s-a pregătit niciodată.”

## Infrastructura rusă de descurajare nucleară
La 23 mai 2024, o dronă ucraineană a deteriorat sistemul de avertizare nucleară timpurie cu rază lungă de acțiune Voronezh-DM din Armavir, sudul Rusiei.
La 26 mai 2024, o dronă ucraineană a atacat stația radar cu rază lungă de acțiune Voronej M de lângă Orsk, în regiunea Orenburg din Rusia.
Un oficial american a declarat că Statele Unite „sunt îngrijorate de recentele atacuri ale Ucrainei împotriva siturilor rusești de avertizare timpurie a rachetelor balistice”. Autorul american Dmitri Alperovici a declarat că „atacurile Kievului asupra infrastructurii ruse de descurajare nucleară au potențialul de a declanșa o escaladare periculoasă cu Occidentul. În cele din urmă, site-urile nucleare de comandă și control și de avertizare timpurie ar trebui să fie în afara limitelor”.

## Centrala nucleară de la Kursk
Directorul general al AIEA, Rafael Grossi⁠(d), a îndemnat atât Rusia, cât și Ucraina să dea dovadă de „maximă reținere” pentru a evita un accident la Centrala Nucleară de la Kursk în timpul incursiunii din august 2024 în regiunea Kursk, în urma unor rapoarte privind „o activitate militară semnificativă” în apropierea instalației.